# 孕二醇
孕二醇或孕烷二醇（英語：Pregnanediol）或称为5β-孕烷-3α,20α-二醇（5β-pregnane-3α,20α-diol）是一种孕酮在体内的无活性的代谢产物。测试尿液中孕二醇的含量可以作为测量体内孕酮水平的一种间接方法。